# 林瑠奈
林瑠奈（日语：／ Hayashi Runa，2003年10月2日—）是日本偶像藝人，為女子偶像團體乃木坂46成員，神奈川縣出身，出生於兵庫縣。

## 早年生活
2003年10月2日，出生於兵庫縣，為家中獨生女，在神奈川縣長大。
在小學時期，她曾經打籃球。此外，從5歲一直到國中三年級，她都參加童軍團。國中時期曾是美術社成員，但因為和指導老師處得不好，後來變成幽靈社員。她也參加了競技歌牌社。到了高中，她加入了輕音樂社並擔任主唱。樂團名稱叫做「我生日兩天後」（僕の誕生日の二日後），但她強調這個名字不是自己取的。

## 經歷
原本就是乃木坂46等坂道系列偶像團體的粉絲，在中學三年級時，因為「想讓曾經霸凌過自己的人刮目相看」，以及「去參加試鏡可以看到很多可愛的女孩」這些理由而決定報名徵選。
2018年8月19日，通過坂道系列聯合徵選，審查時演唱的歌曲是MIO YAMAZAKI的《演藝圈》（芸能界）。最終在眾多合格者中獲得多家媒體頒發的媒體獎。11月至12月，39名合格者當中的21名配屬發表後，包括林在內的剩餘成員，於2019年9月開始以坂道研修生身份開始活動。
2019年9月7日，坂道研修生的官方網站開設，林的人物簡介公開。
2020年2月16日，在SHOWROOM直播上被宣布配屬到乃木坂46。林與其他4名坂道研修生一同被分配進乃木坂46，作為「新4期生」合流到原本自2018年起已經以4期生身分活動的11名成員之中。2月24日，於名古屋巨蛋舉行的「乃木坂46 8th YEAR BIRTHDAY LIVE」的最終日公演中首次披露。4月27日，乃木坂46新四期生部落格開設。以每日1名成員的方式輪流撰寫，林於4月28日開始，每隔5天撰寫一篇部落格。12月1日，開始撰寫她的專欄《林瑠奈的認輸奈！別沮喪奈！別錯過奈！》（林瑠奈の負けるな！しょげるな！乗り遅れるな！），接替原本由寺田蘭世在《日刊體育》上連載的專欄《蘭世的NEWS蘭不住》（らんぜのNEWSがとまらんぜ）。12月23日，林的個人官方部落格於乃木坂46官方網站正式開通。
2022年3月，從高中畢業後，於4月升讀大學。11月6日，於乃木坂46第31張單曲《不存在於此的事物》中首次獲選為選拔成員。
2023年3月29日發行的乃木坂46第32張單曲《人們終將再度追夢》的Under曲《漣漪不復返》中與伊藤理理杏共同擔任Center 。5月17日、18日，因身體不適缺席了齋藤飛鳥畢業演唱會。6月10日，宣布為了專心學業而暫停活動。10月2日，於在20歲生日的同日，於個人部落格宣布重新開始活動。
2024年1月9日，與岩本蓮加、黑見明香、清宮玲、松尾美佑、一之瀨美空、岡本姬奈、川崎櫻在乃木神社一起舉行成人式。9月19日，在將於10月31日開始播出的在由8組原創搞笑搭檔競爭誰最有趣的搞笑生存節目《THE黃金搭檔》（Amazon Prime Video）中，被選為節目的支持者，並開設了官方TikTok帳號。11月9日，於乃木坂第37張單曲《步道橋》中時隔2年回歸選拔。
2025年3月18日，於個人部落格上宣布，作為大學活動的一部分，由她擔任導演的影像作品在「第5屆TYO學生電影獎」中獲得銅獎。

## 音樂作品
- 標註「★」符號表示該首歌曲有拍攝MV。

### 單曲
乃木坂46
|      | 發行日期       | 單曲名稱              | 參與歌曲名稱        | MV | 備註                                    |
| ---- | -------------- | --------------------- | ------------------- | -- | --------------------------------------- |
| 26th | 2021年1月27日  | 我會喜歡上自己的      | Out of the blue     | ★  | 出道作品                                |
| 27th | 2021年6月9日   | 對不起Fingers crossed | 燙口的洋甘菊茶      |    |                                         |
| 28th | 2021年9月22日  | 被你罵了              | 機關槍雨            | ★  |                                         |
| 28th | 2021年9月22日  | 被你罵了              | 熟悉的陌生人        |    |                                         |
| 29th | 2022年3月23日  | Actually…             | 就算我不明白...     | ★  |                                         |
| 30th | 2022年8月31日  | 喜歡是件搖滾的事！    | Under's Love        | ★  |                                         |
| 30th | 2022年8月31日  | 喜歡是件搖滾的事！    | Jumping Joker Flash | ★  |                                         |
| 30th | 2022年8月31日  | 喜歡是件搖滾的事！    | 做夢的肌肉          | ★  | 乃木坂輕音部 與伊藤理理杏共同擔任Center |
| 31st | 2022年12月7日  | 不存在於此的事物      | 不存在於此的事物    | ★  | 選拔                                    |
| 31st | 2022年12月7日  | 不存在於此的事物      | 事後諸葛            | ★  |                                         |
| 31st | 2022年12月7日  | 不存在於此的事物      | 甜蜜的證據          |    |                                         |
| 32nd | 2023年3月29日  | 人們終將再度追夢      | 漣漪不復返          | ★  | 與伊藤理理杏共同擔任Center              |
| 32nd | 2023年3月29日  | 人們終將再度追夢      | 我們的告別          | ★  |                                         |
| 34th | 2023年12月6日  | Monopoly              | 回憶無法止息        | ★  |                                         |
| 34th | 2023年12月6日  | Monopoly              | 牧羊人啊            |    |                                         |
| 35th | 2024年04月10日 | 機會平等              | 車道側              | ★  |                                         |
| 35th | 2024年04月10日 | 機會平等              | 還有7首歌           |    |                                         |
| 36th | 2024年08月21日 | 放縱日                | 遺落之物            | ★  |                                         |
| 36th | 2024年08月21日 | 放縱日                | Keep in touch       |    | 楓糾正軍團                              |
| 37th | 2024年12月11日 | 步道橋                | 步道橋              | ★  | 選拔                                    |
| 37th | 2024年12月11日 | 步道橋                | 落雪之日再相見吧    |    |                                         |
| 38th | 2025年3月26日  | 臍橙                  | 臍橙                | ★  | 選拔                                    |
| 38th | 2025年3月26日  | 臍橙                  | 懷念之情的前方      | ★  |                                         |
| 39th | 2025年7月30日  | Same numbers          | 不道德的夏天        | ★  |                                         |
| 39th | 2025年7月30日  | Same numbers          | 是說啊              |    |                                         |

|}
其他
| 發行日期                                    | 單曲名稱       | 參與歌曲名稱 | MV | 備註         |
| ------------------------------------------- | -------------- | ------------ | -- | ------------ |
| 2020年6月17日（日本） 2020年6月24日（海外） | 世界中的鄰居啊 | —            | ★  | 下載限定歌曲 |

### 專輯
乃木坂46
|        | 發行日期       | 專輯名稱   | 參與歌曲名稱 | 備註 |
| ------ | -------------- | ---------- | ------------ | ---- |
| 精選輯 | 2021年12月15日 | Time flies | Hard to say  |      |

其他
| 發行日期       | 專輯名稱     | 參與歌曲名稱 | MV | 備註       |
| -------------- | ------------ | ------------ | -- | ---------- |
| 2023年12月20日 | YUMING萬歲!! | 想要守護你   |    | 松任谷由實 |

## 演出

### 電視節目
- 趣味之時！  Mr.マリックの誰でもマジック（2022年4月4日－5月30日，NHK教育頻道）[41]
- 小峠英二的多麼美啊！（2022年4月13日－5月4日；2024年11月8日－15日，TOKYO MX）[註 2][42][43]
- 居間からサイエンス（2022年11月10日－17日，BS東視）[44]
- 東京電腦俱樂部
  - 〜編程女子從零開始製作遊戲〜（2023年6月3日－2025年3月22日，BS東視）[45]
  - 〜僅限女生的遊戲秘密組織〜（2025年4月5日－，東京電視台）[46]

### 網絡節目
- 有吉eeeee!對了!現在去你家打電動好嗎？衍生節目「懷舊遊戲 全破關才能回家eeeee!」 #1・2（2022年3月27日，Paravi）[47]
- 最強新搭檔決定戰 THE黃金拍檔（2024年10月31日，Amazon Prime）[48]

## 書籍

### 連載
- 林瑠奈的認輸奈！別沮喪奈！別錯過奈！（2020年12月1日－，日刊體育）[16]

## 外部連結
- 乃木坂46個人介紹頁（日語）
- 林瑠奈 官方部落格 （页面存档备份，存于） - 乃木坂46官方部落格（2021年12月23日 - ）（日語）
- 林 瑠奈（乃木坂46）的SHOWROOM專頁（日語）
- 林瑠奈の負けるな！しょげるな！乗り遅れるな！ - nikkansports.com（日語）